# Operação Chammal

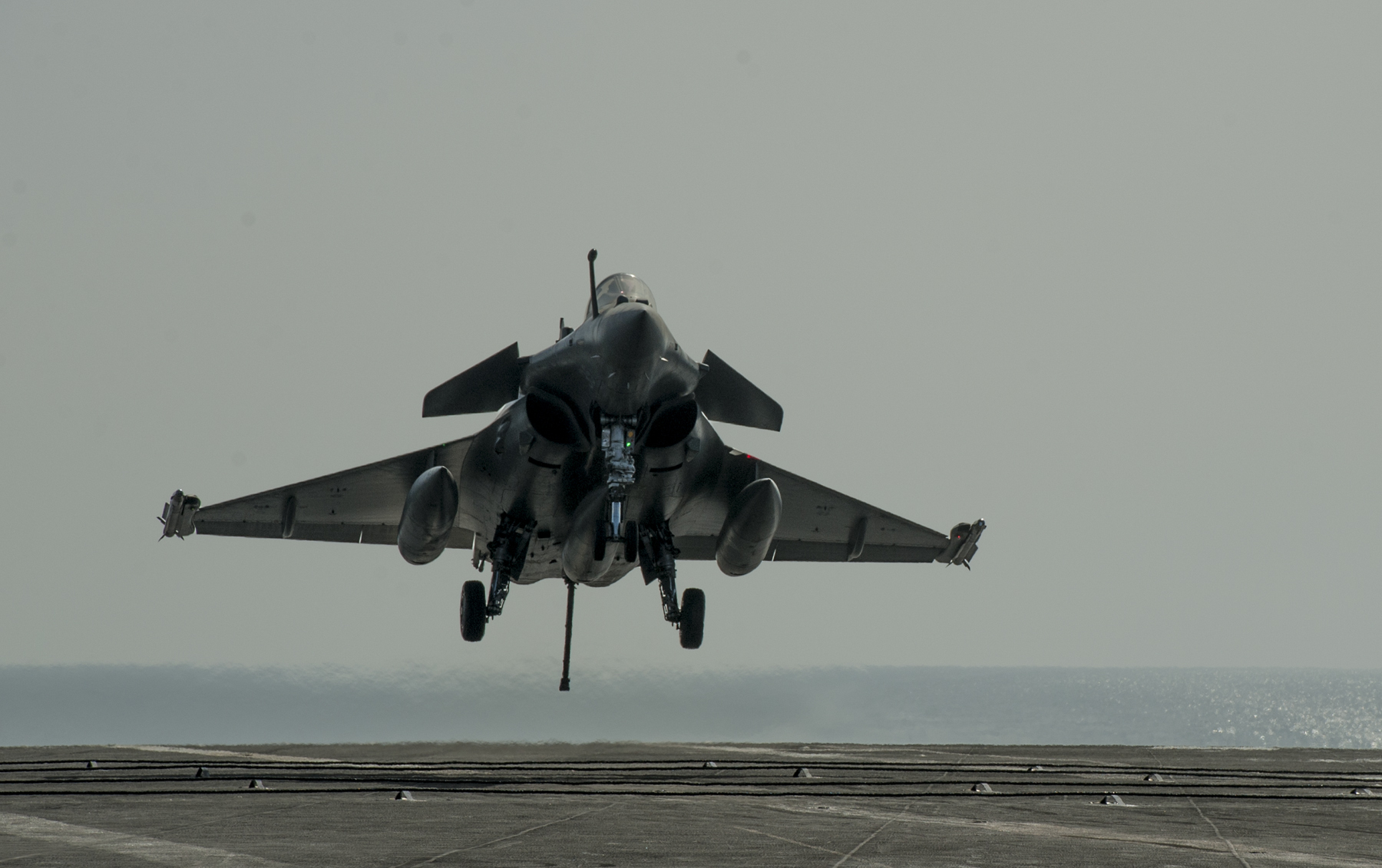
Um caça Dassault Rafale que participou das operações militares na Síria e no Iraque.

A Operação Chammal é uma operação militar francesa no Iraque e na Síria na tentativa de conter a expansão do Estado Islâmico do Iraque e do Levante e de apoiar o Exército iraquiano. Seu nome provém do Shamal, um vento noroeste que sopra sobre o Iraque e os estados do Golfo Pérsico.
Os ataques aéreos sobre o Iraque começaram em 19 de setembro de 2014 e os ataques aéreos sobre a Síria começaram no final de setembro de 2015. A operação francesa é limitada a ataques aéreos; O presidente francês François Hollande reiterou que nenhuma tropa terrestre seria usada no conflito. Além disso, a fragata Jean Bart se juntou à Força-Tarefa 50 do Comandante da Marinha dos Estados Unidos (CTF 50) como escolta.
Em 14 de novembro de 2015, o ISIS alegou que os ataques ocorridos em Paris no dia anterior foram uma retaliação a Operação Chammal. Em resposta, as forças francesas aumentaram seus ataques contra o ISIS na Síria.